# Syllepte perpendiculalis
Syllepte perpendiculalis là một loài bướm đêm trong họ Crambidae.